# Denosumab

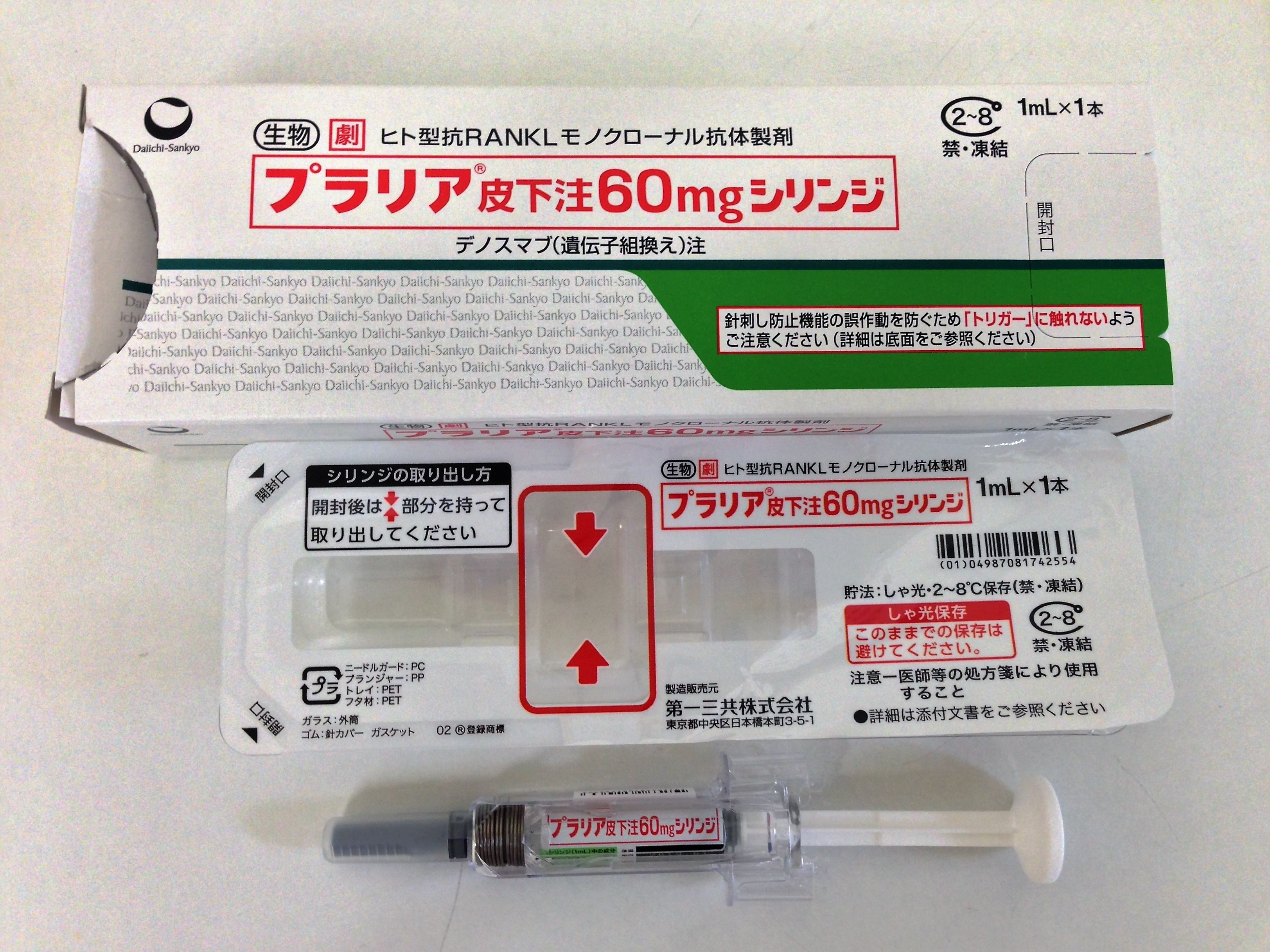
Denosumab

Il denosumab, commercializzato con i nomi Prolia e Xgeva, è un anticorpo monoclonale completamente umanizzato indicato per il trattamento dell'osteoporosi post-menopausale (PMO), il rimaneggiamento con perdita di massa ossea per artrite reumatoide (AR) o metastasi ossee e per contrastare le lesioni osteolitiche da mieloma multiplo.

## Meccanismo d'azione
Il denosumab agisce formando degli immunocomplessi con il RANKL (RANK Ligand), proteina che agisce come segnale primario nella promozione della rimozione ossea legandosi al recettore RANK. In numerose condizioni caratterizzate da perdita di massa ossea vi è uno squilibrio tra il RANKL (attivatore osteoclastico) che risulta aumentato e l'osteoprotegerina (inibitore osteoclastico).
Studi clinici hanno dimostrato che il denosumab possiede un profilo di sicurezza simile ai bisfosfonati e che può essere altrettanto o più efficace dei bifosfonati nel prevenire la perdita ossea causata da PMO, AR, o durante il trattamento delle metastasi ossee.
Il farmaco è stato sviluppato dalla Amgen, con il nome Prolia, dal giugno 2010, per il trattamento dell'osteoporosi (PMO), mentre per il trattamento delle metastasi ossee, con il nome Xgeva, dal novembre 2010.
Negli USA la Amgen stima ogni anno fatturati di circa 12,6 miliardi di $.

## Indicazioni terapeutiche
Denosumab è indicato per
- aumentare la massa ossea in donne ad alto rischio di frattura che ricevono terapia adiuvante con inibitori dell'aromatasi per il tumore della mammella;
- aumentare la massa ossea negli uomini che sono ad alto rischio di frattura e sono sottoposti a terapia di deprivazione androgenica del cancro alla prostata non metastatico.
- la prevenzione delle fratture ossee in malati di mieloma multiplo e tumori metastatizzati alle ossa
- la terapia dell'osteoclastoma
- il trattamento dell'ipercalcemia oncologica

## Effetti collaterali
Gli effetti collaterali più frequenti sono: iper-colesterolemia, infezioni vescicali, ipocalcemia, infezioni gravi comprese le infezioni cutanee, dermatiti, eczema e rash cutaneo, osteonecrosi della mandibola/mascella. L'induzione di ipocalcemia potrebbe essere utilizzata in caso di ipercalcemia maligna.

### Denosumab
- (EN) G. David Roodman, Myeloma Bone Disease, Springer, 4 maggio 2010,  pp. 177–, ISBN 978-1-60761-553-8.
- (EN) Yongwon Choi, Osteoimmunology: Interactions of the Immune and Skeletal Systems II, Springer, 15 novembre 2009,  pp. 89–, ISBN 978-1-4419-1049-3.
- (EN) Bruce A. Chabner e Dan L. Longo, Cancer Chemotherapy and Biotherapy: Principles and Practice, Lippincott Williams & Wilkins, 8 novembre 2010,  pp. 735–, ISBN 978-1-60547-431-1.
- (EN) William D. Figg, Cindy H. Chau e Eric J. Small, Drug Management of Prostate Cancer, Springer, 1º agosto 2010,  pp. 273–, ISBN 978-1-60327-831-7.
- (EN) Harvard Health Publications, 2010 Annual Report on Prostate Diseases, Harvard Health Publications,  pp. 11–, ISBN 978-1-935555-22-3.
- (EN) Manfred Kaufmann, Management of Breast Diseases, Springer, June 2009,  pp. 369–, ISBN 978-3-540-69742-8.

- (EN) Zhiqiang An, Therapeutic Monoclonal Antibodies: From Bench to Clinic, John Wiley and Sons, 8 settembre 2009,  pp. 138–, ISBN 978-0-470-11791-0.